# Guz olbrzymiokomórkowy kości
Guz olbrzymiokomórkowy kości (łac. tumor gigantocellularis ossis, czasem niesłusznie nazywany osteoclastoma) jest rzadkim, zazwyczaj łagodnym nowotworem kości charakteryzującym się obecnością wielojądrzastych komórek olbrzymich podobnych do osteoklastów.

## Epidemiologia
Guz olbrzymiokomórkowy kości stanowi 4-5% pierwotnych guzów kości, ale aż 20% łagodnych nowotworów tej tkanki to właśnie guz olbrzymiokomórkowy; większą zapadalność obserwuje się u osób chińskiego pochodzenia. Najczęściej rozwija się między 20 a 40 rokiem życia, z nieco większą częstotliwością u kobiet. W rzadkich przypadkach może być powikłaniem choroby Pageta.

## Morfologia

### Obraz makroskopowy
Większość przypadków rozwija się w nasadach kości długich, głównie w dalszej części kości udowej, bliższej piszczeli, bliższej kości ramiennej lub dalszej promieniowej. Niemal zawsze są to zmiany pojedyncze, incydentalne zmiany mnogie należy różnicować z nadczynnością przytarczyc, w której można zaobserwować osteoklasty podobne do komórek olbrzymich guza olbrzymiokomórkowego. Makroskopowo guz jest ciemnobrązowy, co związane jest z jego bogatym unaczynieniem, czasem widoczne są ogniska martwicy lub zmiany torbielowate.

### Obraz mikroskopowy
Guz olbrzymiokomórkowy kości składa się z dwu populacji komórek:
- okrągłych lub owalnych komórek jednojądrowych, będących właściwymi komórkami nowotworowymi. Ich pochodzenie nie jest jasne; podejrzewa się, że pochodzą z prymitywnych mezenchymalnych komórek pnia lub z histiocytów; niektóre badania ukazują w nich ekspresję markerów typowych dla linii osteoblastycznej[4], co wskazywałoby na ten kierunek pochodzenia. Obserwuje się w nich liczne, ale wyglądające prawidłowo figury podziałowe. W rzadkich przypadkach złośliwych tylko ta populacja wykazuje cechy anaplazji.
- komórek olbrzymich, wielojądrzastych, podobnych do osteoklastów, które prawdopodobnie są komórkami odczynowymi powstałymi z makrofagów. Istnieją jednak badania wskazujące jako drogę ich powstania zlanie się jednojądrzastych komórek nowotworowych.

## Obraz kliniczny
Podstawowym objawem jest ból i obrzęk; ze względu na lokalizację często są one mylnie rozpoznawane jako zapalenie stawu. Często obserwuje się ograniczoną ruchomość, w zaawansowanych przypadkach może dojść do złamań patologicznych.

Jest to niemal zawsze zmiana łagodna, lecz często cechuje ją nieprzewidywalny przebieg – histologicznie łagodna, usunięta zmiana może dawać miejscowe wznowy lub nawet przerzuty do płuc; w odróżnieniu jednak od przerzutów typowo złośliwych nowotworów, po chirurgicznym ich usunięciu rokowanie jest bardzo dobre. Rzadkie postaci złośliwe to około 5-10% wszystkich przypadków, rozwijają się one jako zmiany pierwotne lub na podłożu guzów łagodnych. Stosunkowo częstą przyczyną złośliwienia jest uprzednia radioterapia.

## Diagnostyka
- badanie rentgenowskie ukazuje tkankę kostną częściowo przepuszczalną dla promieniowania.
- magnetyczny rezonans jądrowy pozwala określić zmiany w tkance kostnej i szpiku, a także ocenić zajęcie sąsiedniego stawu. W większości przypadków w guzie widoczna jest hemosyderyna[8]
- tomografia komputerowa jest przydatna przy planowaniu leczenia operacyjnego, zazwyczaj w połączeniu z badaniem rentgenowskim.
- badanie cytopatologiczne materiału pobranego przez biopsję cienkoigłową pozwala uwidocznić obie populacje komórek występujących w guzie. Zarówno bioptaty zmiany pierwotnej jak i ognisk przerzutowych w części przypadków wykazują w oznaczeniach immunohistochemicznych ekspresję białek Ki-67 oraz p53. Wszystkie komórki wielojądrzaste oraz 30% jednojądrzastych reagują z przeciwciałem KP-1[5]. Innymi markerami obserwowanymi w tym badaniu są niektóre aktywatory plazminogenu oraz ich inhibitory[9]
- Udowodniono wysoką czułość i specyficzność sekwencjonowania metodą Sangera w wykrywaniu mutacji genu H3F3A w GCTB, co umożliwia postawienie pewnego rozpoznania GCTB.[10]

## Leczenie
Leczeniem z wyboru jest resekcja chirurgiczna lub, w przypadkach nie przekraczających okostnej, wyłyżeczkowanie. W wielu przypadkach interwencja chirurgiczna wiąże się z upośledzeniem funkcji przylegającego stawu. Jeśli lokalizacja guza nie pozwala na wykonanie zabiegu, alternatywą jest radioterapia, niesie ona jednak ryzyko zezłośliwienia zmiany.
Badania z 2012 roku wykazały wysoką skuteczność leku denosumab, który skierowany jest przeciwko białku RANK, które pobudza proces degradacji kości. Lek został zatwierdzony przez EMA oraz FDA do stosowania u dorosłych oraz młodzieży, która osiągnęła dojrzałość szkieletową, w przypadku nieresekcyjnych guzów lub takich, których resekcja wiąże się ze znacznym kalectwem. W takich samych wskazaniach został dopuszczony do obrotu w Kanadzie i Australii.

## Historia
Guz olbrzymiokomórkowy kości został po raz pierwszy opisany w XVIII wieku przez Coopera. Pierwszy dokładniejszy opis pochodzi z 1940 – Jaffe i Lichtenstein odróżnili ten typ nowotworu od innych zmian kostnych zawierających komórki olbrzymie. W 1977 Lichtenstein stwierdził, że komórki olbrzymie obserwowane w guzie olbrzymiokomórkowym nie są osteoklastami.